# Carpații Moldo-Transilvani
Pentru alte sensuri ale numelui, a se vedea Carpați (dezambiguizare) 
Carpații Moldo-Transilvani reprezintă grupa centrală a Carpaților Orientali și este delimitată la nord de Depresiunea Dornelor, pasul Mestecăniș și culoarul depresionar al văii Moldova iar la sud de Depresiunea Brașov și Pasul Oituz.
Este structurată astfel:
- Munții vulcanicii
  - Munții Călimani
  - Munții Gurghiu
  - Depresiunea Vărșag
  - Munții Harghita
  - Muntele Ciomatu
  - Depresiunea Giurgeu
  - Depresiunea Ciucului
  - Depresiunea Baraolt
- Munții Moldovei
  - Munții Giurgeu
  - Munții Hășmașu Mare
  - Munții Ciucului
  - Munții Nemira
  - Depresiunea Cașin
  - Munții Giumalău
  - Munții Rarău
  - Munții Bistriței
  - Depresiunea Bilbor
  - Depresiunea Borsec
  - Munții Ceahlău
  - Munții Tarcău
  - Munții Stânișoarei
  - Munții Goșmanu
  - Munții Berzunți
  - Depresiunea Comănești
- Munții Sudici
  - Munții Perșani
  - Munții Baraolt
  - Munții Bodoc